# A.D. 비전
A.D. 비전(A.D. Vision) 또는 A.D. 비전 홀딩스(A.D. Vision Holdings, Inc., 간단히 ADV, ADV 필름스)는 텍사스주 휴스턴에 본사를 둔 미국의 멀티미디어 엔터테인먼트 배급사로, 1992년 비디오 게임 팬 존 레드포드와 애니메이션 팬 맷 그린필드 및 데이비드 윌리엄스가 설립했다. 이 회사는 가정용 비디오 제작 및 배급, 극장 영화 배급, 머천다이징, 오리지널 작품, 잡지 및 만화책 출판을 전문으로 했다. 또한 회사의 작품들을 방영하는 텔레비전 채널인 애니메 네트워크를 운영했다. 주요 작품으로는 신세기 에반게리온, 초시공요새 마크로스, 라제폰, 풀 메탈 패닉!, 아즈망가 대왕, 엘펜리트, 간츠, 레드 가든, 슈발리에 등이 있다.
이 회사는 북미, 유럽 및 아시아에 사무실을 두었다. 북미 외에도 ADV 필름은 영국, 이탈리아, 독일에 가정용 미디어를 배급했다. 이 회사는 또한 다른 회사들과 여러 소송에 휘말렸지만, 그 중 어느 것도 법정으로 이어지지 않았다.
2000년대 중반 판매 부진으로 인해 재정난을 겪던 ADV는 2009년에 운영을 중단하고 자산을 청산했다. Section23 Films, Sentai Filmworks, AEsir 홀딩스, Valkyrie Media Partners, Seraphim Digital의 소유주인 센타이 홀딩스는 ADV 브랜드 이름을 인수하여 일부 작품에 계속 사용하고 있다. ADV의 이전 작품 대부분은 다른 회사에서 재출시되었다. 센타이는 이후 2022년 AMC네트웍스에 인수되었다. 2025년 기준, ADV는 페이퍼 컴퍼니로 존재한다.

## 역사

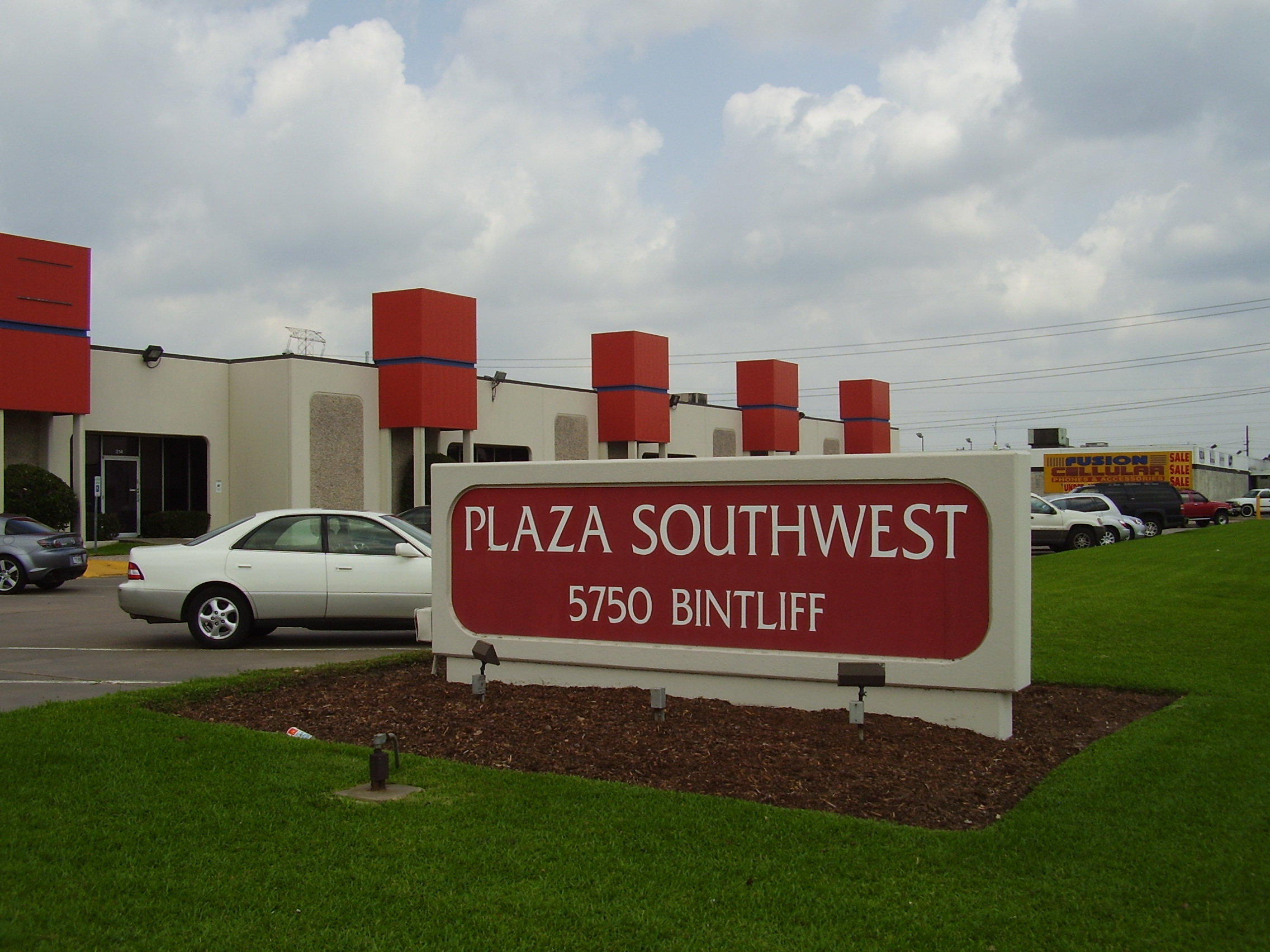
2009년 사진에 찍힌 휴스턴 그레이터 샤프스타운의 플라자 사우스웨스트 단지에 있던 옛 A.D. Vision 건물

### 시작
텍사스주 휴스턴 출신의 존 레드포드는 1990년에 일본 비디오 게임 및 비디오 콘솔 수입 사업을 시작했다. 그는 친구의 권유로 이웃집 토토로를 보면서 애니메이션에 입문했다. 당시 새크라멘토 출신의 맷 그린필드는 동급생 데이비드 윌리엄스도 포함된 애니메이션 NASA라는 지역 애니메이션 클럽을 운영하고 있었다. 레드포드와 상의한 후 그린필드는 그와 윌리엄스와 함께 A.D. Vision을 설립했으며, 1992년 8월 17일에 공식적으로 사업을 시작했다. 레드포드는 도호에 연락하여 《데빌 헌터 요코》의 라이선스 권리 옵션을 문의했다. 도호의 로스앤젤레스 사무소 총지배인 와타나베 쇼조는 A.D. Vision이 영화 배급을 감당할 수 없을 것이라고 우려를 표명했다. 다른 배급사를 찾을 수 없었던 도호는 A.D. Vision을 설득하여 시리즈 라이선스를 취득하도록 했다. 그해 12월, 《데빌 헌터 요코》는 A.D. Vision이 출시한 첫 번째 작품이 되었다.
2007년, 일본의 소지쓰는 소지쓰, 일본 정책투자은행, 영화 배급사 클록워크스가 운영하는 투자 그룹인 재팬 콘텐츠 인베스트먼트(JCI)가 A.D. Vision에 자본을 투자할 계획이라고 발표했다. 레드포드는 대주주 및 CEO로 남아 있을 예정이었다. JCI의 자회사 ARM은 ADV가 새로운 배급 라이선스를 획득하는 데 사용할 자금을 투자할 계획도 세웠다. 이 투자는 ADV 필름이 2006년에 감소했던 신작 애니메이션 타이틀 출시량을 이전 수준 이상으로 다시 늘리는 데 사용될 예정이었다. 그 대가로 ADV는 소지쓰가 일본으로 수입할 북미 및 유럽 콘텐츠를 확보하는 데 협력할 계획이었다. ADV에 따르면, 이들은 또한 만화 사업에 대해 "큰 계획"을 가지고 있다고 알려졌다.

### 파트너십 및 인수
2007년 8월, 소매상들에게 ADV 필름이 10월 1일부터 미국의 제네온의 자산에 대한 배급, 마케팅 및 판매를 인계받을 것이라는 통지가 발송되었다. 이에 대비하여 제네온 USA는 판매 부서의 대부분을 해고했으나, 9월에 배급 계약은 취소되었다. 덴쓰는 2007년 9월 21일 보도자료를 통해 제네온과 ADV가 "상호 합의에 도달하지 못했다"는 이유 외에는 아무런 이유 없이 배급 계약이 취소되었음을 확인했다.
2006년 6월, ADV 필름 지분 20%가 일본의 소지쓰 주식회사에 인수되었다. 이는 일본 시장에서 더 많은 타이틀을 확보하기 위한 수단이었다. 이때부터 ADV가 인수한 거의 모든 타이틀은 소지쓰의 소유가 되었다. 그러나 2008년 1월, ADV는 웹사이트에서 많은 타이틀을 알 수 없는 이유로 삭제했다. 삭제된 모든 타이틀은 소지쓰 인수 이후에 획득한 타이틀이었으며, 더빙 에피소드가 포함된 테스트 디스크가 발송된 천원돌파 그렌라간도 포함되었다. 2008년 5월 현재, 천원돌파 그렌라간은 반다이 엔터테인먼트에서 라이선스를 취득했다. ADV 필름은 애니메 센트럴 2008 컨벤션에 부스로 참여했지만, 예정된 패널을 취소했다. 2008년 7월, 퍼니메이션 엔터테인먼트 (당시 모회사인 나바르 코퍼레이션 소유, 현재 크런치롤 브랜드로 소니 픽처스 텔레비전 소유)는 이 중 30개 타이틀의 인수를 발표했다.
2008년 10월 20일, ADV는 새로운 라이선스 제공업체인 센타이 필름웍스와 라이선스 계약을 체결했다고 발표했다. 새로운 파트너십의 주요 내용은 ADV가 인기 비주얼 노벨인 클라나드의 애니메이션 TV 각색판을 배급하고, 또한 초겨울의 따뜻한 날씨, 마호로매틱, 마호로매틱: Something More Beautiful (둘 다 이전에 제네온에서 라이선스를 취득했다), 월희 (이전에 제네온에서 라이선스를 취득했다), 펫 숍 오브 호러즈 (이전에 Urban Vision에서 라이선스를 취득했다), 그리고 주얼 뱀 헌터 라임 (이전에 Media Blasters에서 라이선스를 취득했다)의 배급권을 획득한 것이었다.
2009년 5월 센트럴 파크 미디어의 파산 및 청산에 이어, ADV 필름은 반딧불이의 묘의 북미 판권을 획득하여 2009년 7월 7일 DVD로 재출시했다. ADV 필름은 또한 여러 다른 센트럴 파크 미디어 타이틀의 라이선스를 획득했다.

### 몰락
2009년 9월 1일, ADV는 모든 사업을 중단하고 지적 재산, 배급 부문, 애니메 네트워크를 포함한 자산을 매각한다고 발표했다. 이 자산들은 세라핌 스튜디오스, AEsir 홀딩스 LLC, 발키리 미디어 파트너스 LLC 그리고 SXION 23 LLC 네 회사로 이전될 예정이었다. 이 매각이 회사의 새로운 타이틀 라이선스 및 출시 계획에 미치는 영향은 아직 완전히 알려지지 않았지만, ADV 브랜드 이름과 로고는 폐기되었다. 애니메 뉴스 네트워크는 세라핌 스튜디오스, 발키리 미디어 파트너스, SXION 23이 모두 ADV의 사업 및 법무 담당 수석 부사장이었던 그리핀 D. 반스 4세에 의해 등록(최초 등록)된 회사들이라고 보도했다.
다음 회사들은 모두 A.D. Vision으로부터 자산을 인수했다:
- 센타이 필름웍스는 일본 애니메이션을 북미 시장으로 가져오는 라이선스 회사이다.
- AEsir 홀딩스는 ADV 필름의 이전 타이틀 라이브러리 대부분에 대한 라이선스 권리를 보유하고 있다 (일부 타이틀은 센타이 필름웍스에서 직접 라이선스를 취득한다).
- 세라핌 스튜디오스는 ADV의 제작 스튜디오인 Amusement Park Media를 인수하여 세라핌 디지털 스튜디오스로 이름을 변경했다.
- 발키리 미디어 파트너스는 애니메 네트워크를 인수했다. 이 네트워크는 매각 이전과 동일하게 운영되고 있다.
- Section23 Films는 Switchblade Pictures, Sentai Filmworks, Maiden Japan, AEsir Holdings의 배급 및 마케팅 회사이다.

그날, 주요 소매 웹사이트인 로버트 코너 애니메이션 블로그는 전 ADV 필름 소속이자 현재 Section 23 Films의 영업 및 마케팅을 총괄하는 마이크 베일리프와 연락했다. 베일리프는 "Section 23이 ADV의 이전 라이선스와 대부분의 직원을 인수했으며, ADV에서 중요했던 모든 사람이 포함되었다"고 밝혔다.
2009년 9월 18일, 애니메이션 리뷰 사이트 iSugoi.com은 ADV의 폐쇄에 대한 전체 팟캐스트를 게시하며, ADV가 폐쇄된 것이 아니라 Section 23과 같은 새로운 회사들이 ADV가 자체적으로 매각한 것으로, 이는 폐쇄가 아니라 급진적인 리브랜딩 및 구조조정이라고 분석했다. 보고서는 Section 23이 모든 의도와 목적에서 구 ADV 회사 이름의 직접적인 후계 조직이며, ADV는 애니메 네트워크와 같은 자산을 다른 세 회사로 분할하여 여러 법적 허점을 이용했다고 밝혔다. 팟캐스트 보고서는 Section 23과 ADV가 분할된 관련 회사들의 우산이 사실상 네오-ADV로 간주될 수 있다는 주장으로 결론을 맺었다 (이는 기동전사 건담에서 지온 공국이 패배했을 때 잔존 세력이 네오 지온으로 재편성된 방식을 언급한 것이다).
2009년 10월 15일, 경쟁 배급 회사인 퍼니메이션은 이벤트 매니저 애덤 시한이 진행하는 온라인 Q&A 비디오 패널을 게시했다. ADV의 폐업에 대해 질문받았을 때, 시한의 답변은 다음과 같았다.
ADV는 폐업하지 않았다. ADV는 스스로 재편성했다고 할 수 있으며, 여러 다른 회사(Section 23 등)로 변경하여 브랜드의 다른 부분, 마케팅의 다른 부분을 보유하고 있다. 따라서 여전히 존재한다...가장 좋은 설명 방법은 볼트론을 생각하는 것이다. 5마리 사자로 돌아간다면, 더 이상 하나의 볼트론 로봇은 아니지만, ADV 로고는 더 이상 없어도 사자와 모든 자산은 여전히 존재한다.

대부분의 주요 애니메이션 배급사(퍼니메이션, Viz Media, 반다이)와 계약을 맺은 번역 및 현지화 회사인 MX 미디어 LLC의 설립 관리자인 켄 호인스키는 2009년 10월 29일 애니메 뉴스 네트워크 팟캐스트에 출연하여 그의 회사도 Section 23과 계약을 맺고 있지만, ADV가 분할된 연합 회사들을 통틀어 네오-ADV라고 부른다고 말했다.

## 사업부

### ADV 필름
ADV 필름은 텍사스주 휴스턴에 본사를 둔 A.D. Vision의 가정용 비디오 출판 부문으로, 애니메이션 및 특촬물 비디오와 기타 실사 자료 출판을 전문으로 했다. 1996년 ADV 필름은 영국 지사를 설립하고, 실사 텔레비전 시리즈 및 일본 영화 분야로 사업을 다각화했다.
최초로 라이선스를 취득하여 비디오로 출시된 작품은 《데빌 헌터 요코》였다. 그 후, 그들은 광범위한 타이틀 라이브러리를 확보하기 시작했다. 초기에는 일본어 원본 트랙에 영어 자막이 추가된 비디오로 타이틀이 출시되었다. 몇 년 후, 휴스턴에 있는 제작 및 녹음 시설을 사용하여 영어로 더빙 릴리스를 시작했다. 그들은 결국 다른 회사에도 녹음 서비스를 제공하기 시작했으며, 이 스튜디오는 Amusement Park Media로 명명되었다. 이 스튜디오는 파산 후 Seraphim Digital에 매각되었다.
ADV 필름은 애니메이션 ADVocates라는 프로그램을 제공했는데, 이 프로그램은 북미 지역의 약 3,000개 애니메이션 클럽에 무료 상영 자료와 기타 홍보 콘텐츠를 제공했다. 이 프로그램에 참여하려면 클럽이 지역 고등학교, 대학교 또는 공공 도서관의 후원을 받아야 했고, 최소 10명의 회원을 보유해야 했다. 회원 클럽은 또한 받은 콘텐츠에 대한 설문조사에 참여하도록 요청받았다. 그러나 2007년 11월, ADV 필름은 이 프로그램을 잠정 중단했으며, 2008년 1월 18일에는 이 프로그램에 필요한 자원의 양 때문에 무기한 중단된다고 발표했다. 회사는 재편성 전까지 애니메이션 클럽에 자사 타이틀에 대한 상영 허가를 계속 제공했다.
2008년 7월, ADV 필름과 ARM 코퍼레이션은 30개 이상의 다양한 쇼에 대한 라이선스를 동료 애니메이션 배급사인 퍼니메이션에 양도했다. 이 권리에는 북미 및 기타 지역에서의 가정용 비디오, 방송, 디지털, 머천다이징 권리가 포함되었다.
그 이후, 이전 ADV 타이틀은 퍼니메이션, Sentai Filmworks, Discotek Media, 유니버설, 파라마운트 및 노조미 엔터테인먼트와 같은 다른 회사에서 다시 라이선스를 취득했다. 오늘날, ADV 필름 브랜드명은 센타이 필름웍스가 소유하고 있으며, 메조 DSA를 DVD로, 키노의 여행을 DVD로, 그리고 표준 해상도 블루레이로, 엘펜리트를 DVD로 그리고 블루레이로, 그리고 Lady Death: The Motion Picture를 블루레이로 출시했다.

### 애니메 네트워크
애니메 네트워크는 애니메이션 전문 북미 케이블 텔레비전 채널이었다. 이 네트워크는 2002년 말 북미에서 출시되었으며, 독립형 24시간 선형 네트워크와 주문형 비디오 (VOD) 프로그래밍 서비스로 다중 시스템 운영자(MSO)에게 마케팅되었다. 애니메 네트워크는 미국 최초의 완전 애니메이션 케이블 TV 네트워크였다. 2008년 1월 4일, 애니메 네트워크는 전통적인 24시간/7일 서비스가 운영을 중단할 것이라고 공식 발표했다.
애니메 네트워크는 현재 다이렉TV, 디시 네트워크, 콕스, 타임 워너, 케이블비전, 차터와 같은 많은 케이블 및 위성 사업자에서 운영되는 VOD 채널로 존재한다. 또한 로쿠 앱도 있다. 그러나 온라인 서비스는 HIDIVE 출시 이후 2017년에 중단되었다.

### ADV 만화
ADV 만화는 일본 만화의 영어 번역본 라이선스 및 배급을 담당하는 ADV의 사업부였다. 이 사업부는 2003년에 강력한 타이틀 목록과 미국 만화 시장 내 성장을 위한 야심 찬 계획을 가지고 출범했다. 그러나 ADV 만화는 2004년 말과 2005년에 많은 타이틀을 취소했다. 2006년, ADV 만화는 6권짜리 《신세기 에반게리온: Angelic Days》 시리즈를 출시했으며, 2007년에는 요츠바랑! 및 건슬링거 걸과 같이 잠정 중단되었던 여러 인기 타이틀의 출시를 재개했다.
2006년 애니메이션 엑스포에서 만화 출판사 토쿄팝은 ADV가 이전에 라이선스를 취득했다가 취소했던 세 타이틀인 아리아, Tactics, 피스 메이커 철에 대한 라이선스를 획득했다고 발표했다. 한편, 옌 프레스는 《요츠바랑!》과 아즈망가 대왕의 판권을 획득했다.

### ADV 뮤직
ADV 뮤직은 애니메이션 및 영화 사운드트랙 배급에 중점을 둔 음악 출판 사업부였다. 이 사업부는 더 라이트 스터프 인터내셔널과의 AnimeTrax 파트너십을 종료한 후 2003년에 출범했다. 초기 출시작 중 하나는 귀무자 2 사운드트랙이었다.

### ADV 프로
ADV 프로는 회사의 애니메이션 제작 스튜디오였다. 그들은 레이디 데스: 더 모션 픽처와 Mutineers' Moon과 같은 사내 제작에 참여했다. 존 레드포드는 2007년에 ADV 프로가 "재활성화"되었고 《Mutineers' Moon》을 작업 중이라고 밝혔다.

### ADV 키즈
ADV 키즈는 어린 시청자층을 대상으로 한 작품 레이블로, 소닉 더 헤지호그 OVA 및 메가맨: 어폰 어 스타와 같은 작품을 출시했다. 캡콤의 IP를 기반으로 한 미국의 애니메이션 시리즈인 메가맨 (1994) 및 스트리트 파이터 (1995)의 비디오 출시도 이 레이블로 출시되었으며, 이는 이 회사의 몇 안 되는 서양 애니메이션 출시작 중 하나였다.

### 소프트셀 픽처스
소프트셀 픽처스는 헨타이 애니메이션 타이틀을 VHS 및 DVD로 출시하는 전문 회사 부문이었다. 출시된 첫 제품은 Legend of Lyon Flare였다. 이 사업부는 ADV에서 분사한 후 2005년에 폐쇄되었으며, 대부분의 타이틀은 Critical Mass, 즉 더 라이트 스터프 인터내셔널의 헨타이 사업부가 인수했고, 이 사업부는 2022년에 소니에 인수되었으며 헨타이 사업부는 BuyAnime에 매각되었다. 2017년에 SoftCel 레이블은 ADV의 후계 회사 중 하나인 Section23 Films에 의해 재출시되었다.

### 해피 캐럿
ADV는 2008년 소프트셀을 대체하여 헨타이 애니메이션 타이틀을 DVD로 출시하기 위해 해피 캐럿 지사를 시작했다.

## 잡지

### 뉴타입 USA
뉴타입 USA는 일본 잡지 월간 뉴타입의 미국판이었다. 첫 호는 2002년 11월에 출판되었다. A.D. Vision (ADV)은 광고 파트너들에게 2008년 2월호 뉴타입 USA가 잡지의 마지막 호임을 알렸다. 이 잡지는 일본판에서 번역한 자료와 미국 작가들의 기사를 포함했다. 초기 발행 부수는 50,000부가 될 것으로 예상되었다.

### PiQ
PiQ는 2008년 5월 뉴타입 USA의 대체 잡지로 첫 선을 보였다. 이 잡지는 현재 폐지된 자회사인 PiQ LLC에서 발행했다. 이 잡지는 애니메이션과 만화를 넘어 더 넓은 주제를 다루었다. PiQ는 이전 잡지에서 일했던 많은 편집 스태프와 프리랜서 작가, 그리고 15,000명의 구독자를 유지했다. 2008년 6월, 단 4호만 발행된 후 PiQ는 갑자기 폐간되고 사무실도 폐쇄되었다. 발표 당시 이미 출시된 2008년 7월호가 이 잡지의 마지막 호였다.

## 소송

### ARM 코퍼레이션
2008년, A.D. Vision은 ARM 코퍼레이션과 그 모회사인 소지쓰를 이전에 체결한 계약의 채무불이행으로 고소했다. 소송에서 A.D. Vision이 29개 타이틀의 라이선스를 취득하기 위해 지불한 정확한 금액이 공개되었다. 이 소송은 취하되었고 판결은 내려지지 않았다.

### 가이낙스
2011년 8월, A.D. Vision은 가이낙스가 계획된 실사 영화를 포함한 신세기 에반게리온의 영구 실사 권리에 대한 옵션 지불을 거부한 것에 대해 소송을 제기했다. ADV는 가이낙스가 지불을 거부함으로써 계약을 위반했으며, 권리와 법적 비용을 요구하고 있다.

### 퍼니메이션
2012년, 퍼니메이션은 A.D. Vision, Sentai Filmworks, 존 레드포드, 그리고 여러 관련 조직 및 개인을 $800만에 고소하며 계약 위반을 주장했다. 이들은 3년 전 이루어진 자산 양도를 무효화하고 싶었다. 이 소송은 법정 밖에서 합의되었다. 정확한 조건은 공개되지 않았다.

## 같이 보기
- 조셉 초우: 전 프로듀서가 설립한 회사, 솔라 디지털 아츠
- 미국에서 배급된 애니메이션 목록
- 미국과 일본에서 동시에 출시된 애니메이션 목록